# Bruno Böttge

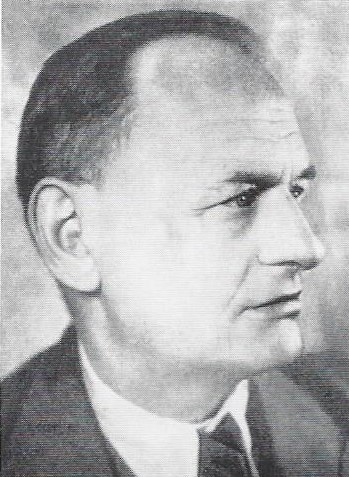
Bruno Böttge (1948)

Bruno Böttge (* 29. August 1891 in Halle (Saale); † 7. Januar 1967) war ein deutscher Politiker der SPD, USPD und SED. Er war Bürgermeister von Eisleben und Landtagspräsident von Sachsen-Anhalt.

## Biografie
Der Sohn einer Arbeiterfamilie erlernte den Beruf des Schlossers und wurde 1908 Mitglied der Arbeiterjugend und der SPD in Bernburg (Saale).
Von 1911 bis 1917 diente er bei der Kaiserlichen Marine. 1917 wurde er wegen „Zersetzung der kaiserlichen Armee“ zu drei Jahren Haft verurteilt. Nach der Novemberrevolution aus der Haft entlassen, kehrte Böttge nach Bernburg zurück. Er führte dort den Kreisverband der Unabhängigen Sozialdemokratischen Partei Deutschlands und war Stadtverordneter. Von 1920 bis 1922 vertrat er die USPD bzw. die VKPD als Abgeordneter im Anhaltischen Landtag. 1922 trat Böttge aus der KPD aus, um zur SPD zurückzukehren. Von 1923 bis 1924 war Böttge Lokalredakteur der Mansfelder Volkszeitung, anschließend Sekretär der SPD in Eisleben.
Von 1924 bis 1933 war Böttge Bürgermeister in Teutschenthal bei Halle. Er wurde im Februar 1933 verhaftet und im KZ Lichtenburg schwer misshandelt. Nach seiner Entlassung 1934 arbeitete er als Handelsvertreter, bis er 1940 zur Luftschutzpolizei eingezogen wurde. Im Juni 1945 wurde er Bezirksleiter der SPD für Sachsen-Anhalt. Durch die Zwangsvereinigung von SPD und KPD zur SED wurde er Mitglied der SED. Er war von 1946 bis 1948 Mitglied des SED-Parteivorstands. Mit Bernard Koenen war Böttge Vorsitzender der SED in Sachsen-Anhalt. Ab 1946 war er Präsident des Landtages Sachsen-Anhalt. Die Geschäftsordnung des Landtags sicherte ihm in diesem Amt einen hohen Einfluss, den er im Sinne der SED nutzte. So war er für die Zuteilung der Ressourcen an die Fraktionen zuständig. In der Mangelsituation nach dem Krieg war die Zuweisung von Lebensmitteln, Brennstoffen und den für die politische Arbeit wichtigen Druckkapazitäten. Er legte die Tagesordnung fest und teilte den Fraktionen Redezeiten zu und bestimmte die Rednerreihenfolge. Er nutzte diese Macht gezielt, um zu verhindern, dass die SED Abstimmungen im Landtag Sachsen-Anhalt (1946–1952) verlor (die halbfreie Landtagswahl 1946 hatte eine rechnerische Mehrheit von CDU und LDP ergeben). So ließ er eine Abstimmung am 18. Dezember 1946, bei der CDU und LPD angekündigt hatten, gegen die SED zu stimmen, durchführen, als zufällig ein Teil der CDU- und LDP-Abgeordneten nicht im Raum waren, ohne (wie üblich) klingeln zu lassen oder den Fraktionen Zeit zu geben, die Abgeordneten wieder in den Sitzungssaal zu rufen.
Im Spätsommer 1948 geriet er in die beginnenden Parteisäuberungen der SED. Als ihm Unregelmäßigkeiten bei der Verwendung von Parteifinanzen vorgeworfen wurden, legte Böttge seine Ämter nieder. Er wurde 1949 aus der SED ausgeschlossen und im März 1954 verhaftet. Sein Nachfolger als Landtagspräsident wurde Adam Wolfram (SED). Das Hallenser Bezirksgericht (DDR) verurteilte Böttge am 14. Mai 1955 zu acht Jahren Gefängnis. Bis zu seiner Begnadigung im April 1956 war er in der Justizvollzugsanstalt Naumburg inhaftiert. Später wieder in die SED aufgenommen, war Böttge Instrukteur der Abteilung Feriendienst des FDGB in Rostock.

## Werke
- Die weiße Stadt am Meer – Ostseebad Heiligendamm. Die Kur- und Erholungsstätte für Werktätige der Sozialversicherungsanstalt Mecklenburg. Heiligendamm 1950.
- Die Selbstverwaltung. Referat anläßlich der Konferenz der Bezirkspräsidenten, Landräte, Oberbürgermeister, Stadtverordnetenvorsteher und Kreistagsvorsitzenden am 5. März 1947. Halle 1947.